# Рейх, Яков Самуилович
Яков Самуилович (Самойлович) Рейх (23 мая 1886, Лемберг, Австро-Венгрия, — 15 марта 1955, Нью-Йорк, США) — один из видных деятелей Коминтерна в 1919—1925 годах. По заданию В. И. Ленина обеспечивал финансирование коммунистических организаций Европы, будучи при этом беспартийным.

## Биография
Еще в начальной школе вошел в нелегальную польскую социалистическую организацию «Луч», потом в группу «Zjednoczenie» («Объединение»).
В 19 лет отправился в Российскую империю и обосновался в Варшаве. Активно участвовал в работе нелегальной типографии. В 1905—1906 годах входил в состав боевой организации анархистов в Царстве Польском. Участвовал в покушении на варшавского губернатора Георгия Скалона.
После неудавшегося покушения эмигрировал в Швейцарию. Работал химиком, потом начал изучать педагогику. Сотрудничал с социалистическими газетами и журналами Швейцарии и Австро-Венгрии.
В Цюрихе вступил в социал-демократическую партию Швейцарии. В это время сблизился с российскими эмигрантами-большевиками Лениным, Зиновьевым, земляком Радеком, Бухариным и другими.
С началом Первой мировой войны был призван в армию, но комиссован из-за болезни сердца.
В это время сменил имя и фамилию на «Джеймс Гордон». Работал в цюрихской школе. Активно участвовал в антивоенном движении, писал статьи, работал в Социалистическом интернационале молодежи.
Когда в Швейцарии открылось полпредство РСФСР, Рейху предложили работать в нем. Он стал сотрудником пресс-бюро миссии и вместе с Николаем Замятиным руководил изданием информационного бюллетеня «Русские известия» (на немецком и французском языках). Также руководил издательством «Промахос», которое выпускало на немецком языке работы Ленина, Троцкого, Радека.
Когда Швейцария разорвала дипломатические отношения с РСФСР, Рейх вместе с другими сотрудниками покинул страну.
В начале февраля 1919 года Рейх оказался в Москве. Сначала работал в Наркомате иностранных дел, потом Я. Свердлов забрал его в Иностранный отдел ЦК РКП(б).
Рейх был одним из практических организаторов учредительного конгресса Коммунистического интернационала, а на самом конгрессе был избран членом Бюро Коминтерна. В сентябре был назначен руководителем Западноевропейского бюро Исполкома Коминтерна в Берлине. Работал там сразу под несколькими псевдонимами, основным из которых был «товарищ Томас».
Решением ИККИ от 8 августа 1920 года все зарубежные бюро Коминтерна были распущены, но Рейх остался в Берлине его фактическим эмиссаром.
В июле 1921 года Политбюро ЦК РКП(б) создало секретный Франкфуртский фонд в размере 50 млн марок для финансирования коммунистических организаций Европы. Общий контроль за его расходованием был поручен комиссии в составе Ленина, Троцкого и Зиновьева, непосредственным же его распорядителем стал Рейх.
Вскоре у Рейха возник конфликт с руководителем Бюджетной комиссии Коминтерна Осипом Пятницким, обвинившим его в растрате средств фонда. В результате в марте 1923 года Рейх был отстранен от всех денежных операций. Ему был предложен пост руководителя Издательского отдела Коминтерна, от которого Рейх отказался, продолжая в Берлине заниматься издательскими делами.
В рамках борьбы с «новой оппозицией», возглавляемой Зиновьевым, дело Рейха было рассмотрено заново. Созданная для этого комиссия обнаружила, что Рейх никогда не состоял в какой-либо коммунистической партии. На основании этого разбирательство было прекращено.
В 1925 году Рейх безуспешно пробовал устроиться на работу в Москве. После этого попытался уехать за границу, но руководство ВКП(б) не дало на это согласия. Однако благодаря личным знакомствам и содействию К. Радека Рейху все же удалось выехать в Германию, где он стал сотрудником советского книжного объединения «Международная книга» в Берлине.
В 1928 году под именем Дж. Томаса Рейх стал одним из редакторов немецкоязычной «Иллюстрированной истории русской революции», а в следующем году — «Иллюстрированной истории гражданской войны в России». В 1931 году вступил в КПО. В марте 1932 года перешел оттуда в СРПГ.
11-12 марта 1933 года в Дрездене прошел нелегальный — после прихода Гитлера к власти — 2-й съезд СРПГ, на котором Рейх под именем Дж. Томаса был избран в руководство партии. Вскоре после этого эмигрировав, он вошел в состав зарубежного руководства партии. Следующие несколько лет он жил в Праге, где сошелся с тамошней группой психоаналитиков. Он сыграл решающую роль в организации побега из Берлина психоаналитика Эдит Якобсон, арестованной по политическим мотивам. Его падчерица Лоре Рейх Рубин позже сообщила об обстоятельствах этого дерзкого предприятия, организатор которой «жил под чужим именем и с поддельным паспортом».
Первым браком Рейх был женат на Берте Бруцкус (1887—1965), которая изучала медицину в Цюрихе и получила докторскую степень в 1912 году. Там родилась их дочь Ханна (1914—1992). Второй женой Рейха была Рут Эстеррайх (1894—1943), коммунистическая активистка. От этого брака также родилась дочь. В 1938 году он женился на Анни Райх, урожденной Пинк, которая до 1933 года была замужем за психоаналитиком Вильгельмом Райхом, и в том же году уехал с ней в США. После убийства близкого к Рейху Льва Троцкого в 1940 году он взял себе имя Арнольд Томас Рубенштейн, опасаясь сталинских преследований. Имел достаточно средств к существованию, вероятно, накопленных во времена деятельности агентом Коминтерна в Западной Европе.